# 常昊
常 昊（じょう こう、チャン・ハオ、1976年11月7日 - ）は、中国の囲碁棋士。上海出身、中国囲棋協会所属、九段。中国囲棋天元戦5連覇他棋戦優勝多数、応昌期杯世界プロ囲碁選手権戦優勝などの実績を挙げており、聶衛平「大龍」、馬暁春「中龍」に次ぐ、「七小龍」の一人とされる。渾名は「鴨子（アヒル）」。中国囲棋協会副主席。夫人は張璇八段。

## 経歴
6歳で碁を覚え、8歳で上海選抜チームの「上海棋社」に入る。1986年入段。同年の全国少年大会に優勝。1987年、10歳で国家少年囲棋隊に入り、北京に移る。1988年、パリでの世界青少年囲碁選手権大会で優勝。1990年、世界アマチュア囲碁選手権戦で、8戦全勝で13歳の最年少で優勝。同年全国少年戦優勝。
1992年に名人リーグ入り。同年の日中囲碁交流で中国代表団として来日し、5勝2敗となる。1994年に大国手戦挑戦者となるが馬暁春に2-3で敗退、同年聶衛平門下となる。1995年に全国囲棋個人戦で優勝。以後天元戦、楽百氏杯で5連覇など、中国国内のタイトル戦で好成績を挙げて、馬暁春に代わる国内囲碁界の第一人者となる。中国棋士ランキングでは、1997年から1999年前半まで、及び2001年の間、1位を保った。1999年九段。同年、張璇と結婚。
日中スーパー囲碁では、1995年に5人抜き、1996年に6人抜きを果たし、中国勝利に大きく貢献。世界棋戦では、1998年に世界囲碁選手権富士通杯に準優勝したのを始め準優勝6回を続けていたが、終盤のヨセで負けることが多いため依田紀基のアドバイスで安井知得仙知の碁を研究し、2005年に応昌期杯世界プロ囲碁選手権戦で世界戦初優勝に結びつけた。中国甲級リーグ戦では上海チームに所属、2003年から主将を務め、04、05、07年の優勝に貢献、07年は20勝2敗を記録。2006年の江原ランド杯中韓囲碁対抗戦では、副主将として4人抜きして中国勝利をもたらす。2008年の農心辛ラーメン杯でも副主将として4人抜きし、中国初優勝を果たした。
2008年のワールドマインドスポーツゲームズ、2010年のアジア競技大会では、いずれも男子団体戦で銀メダル。2005年の南方長城杯世界囲棋嶺鋒対決では李昌鎬と対戦し、4コウ無勝負となった。2016年Mlily夢百合杯世界囲碁オープン戦ベスト16。2017年12月、中国囲棋協会副主席に就任。

## タイトル歴

### 国際棋戦
- 応昌期杯世界プロ囲碁選手権戦 2005年
- 三星火災杯世界オープン戦 2007年
- 春蘭杯世界囲碁選手権戦 2009年
- 日中天元戦 1997（2-0 柳時熏）、1998（2-0 工藤紀夫）、1999（2-1 小林光一）、2001（2-0  柳時熏）
- 中韓天元対抗戦 2001（2-0 李世乭）
- 厦門金園杯両岸囲棋高峰戦 2012年（○周俊勲）
- 明月山杯中日韓囲碁精鋭戦 2014年（○曺薫鉉、○武宮正樹）、2016年

### 国内棋戦
- 棋童杯囲棋戦 1986-88年（3連覇）
- 神童杯囲棋招待戦 1986-87年
- 全国囲棋個人戦 1995年
- 新人王戦 1996年
- 中国囲棋天元戦 1997-2001年（5連覇）
- 大富豪酒業杯中国囲棋精英戦 1997年
- NEC杯囲棋賽 1998、2002、05年
- 楽百氏杯囲棋戦 1998-2002年（5連覇）
- 古田杯囲棋四強招待戦 1998年
- 棋聖戦 1999年
- CCTV杯中国囲棋電視快棋戦 1999年
- リコー杯囲棋戦 2000、04年
- 永達杯王中王戦 2002年
- 仙女湖杯中国囲棋名人招待戦 2002年
- 竜泉杯中国囲棋八強戦 2003年
- 天竜杯竜虎争覇戦 2005年
- 生活家杯中国囲棋争覇戦 2009年

### その他の棋歴
国際棋戦
- 世界囲碁選手権富士通杯 準優勝 1998、2000年
- 日中天元戦 準優勝 2000年
- 中韓天元対抗戦 準優勝 1997-2000年
- 応昌期杯世界プロ囲碁選手権 準優勝 2001年
- 三星火災杯世界オープン戦 準優勝 2001年
- トヨタ&デンソー杯囲碁世界王座戦 準優勝 2003、2005年
- 春蘭杯世界囲碁選手権戦 準優勝 2007年
- BCカード杯世界囲碁選手権 準優勝 2010年
- 柳州杯大師戦 2012年 1-2 李昌鎬
- 日中韓ペア碁名人選手権 優勝 2013年（王晨星とペア）
- 臨港南匯新城杯ペア碁戦 準優勝 2015年（張璇とペア）[2]
- 晶環稀土杯世界ペア碁戦 優勝 2016年（聶衛平とペア）[3]
- ワールドマインドスポーツゲームズ 2008年男子団体戦銀メダル
- アジア競技大会 2010年男子団体戦銀メダル
- 日中囲碁交流
  - 1992年 5-2（○矢田直己、×佐坂志朗、○中根直行、×黒滝正憲、2-0 有村比呂司、○青木喜久代）
- 日中スーパー囲碁
  - 1994年 0-1（×山田規三生）
  - 1995年 5-1（○三村智保、○森田道博、○柳時熏、○小林覚、○林海峰、×大竹英雄）
  - 1996年 6-0（○羽根直樹、○王立誠、○柳時熏、○依田紀基、○小林覚、○大竹英雄）
  - 1998年（優勝者戦）0-2 依田紀基
- ロッテ杯中韓囲碁対抗戦
  - 1994年 1-1（○徐奉洙、×林宣根）
  - 1995年 1-1（○睦鎮碩、×曺薫鉉）
  - 1996年 2-0（○睦鎮碩、○李聖宰）
  - 1997年 1-1（○崔珪昞、×曺薫鉉）
- 真露杯SBS世界囲碁最強戦
  - 1997年 0-1（×徐奉洙）
- 農心辛ラーメン杯世界囲碁最強戦
  - 2000年 3-1（○曺薫鉉、○山田規三生、○劉昌赫、×趙善津）
  - 2001年 2-1（○武宮正樹、○崔明勲、×山下敬吾）
  - 2002年 1-1（○曺薫鉉、×李昌鎬）
  - 2003年 0-1（×朴永訓）
  - 2006年 0-1（×趙漢乗）
  - 2008年 4-0（○睦鎮碩、○高尾紳路、○李昌鎬、○朴永訓）
  - 2009年 1-1（○高尾紳路、×李世乭）
  - 2010年 0-1（×李昌鎬）
- CSK杯囲碁アジア対抗戦
  - 2002年 1-1（×王銘琬、○大竹英雄）
  - 2006年 1-2（×潘善琪、○高尾紳路、×李昌鎬）
- 南方長城囲棋招待戦 2003年 ×曺薫鉉、南方長城杯世界囲棋嶺鋒対決 2005年 無勝負-李昌鎬
- 江原ランド杯韓中囲碁対抗戦
  - 2006年 4-0（○安祚永、○金東燁、○曺薫鉉、○李昌鎬）
- 千灯杯海峡両岸都市囲棋対抗戦 2011年 2-0（○陳詩淵、○林至涵）
- 珠鋼杯世界囲碁団体選手権 3位 2013年（中国ワイルドカードチーム）
- 金竜城杯世界囲碁団体選手権 2015年 5位（中国ワイルドカードチーム）
- 塩城東方集団杯中韓囲棋団体名人選手権戦 2016年 3-0（◯徐奉洙、◯劉昌赫、◯李昌鎬）

国内棋戦
- 全国智力運動会 2009年男女ペア戦6位（張璇とペア）、2011年男女ペア戦3位（唐奕とペア）
- 中国囲棋名人厦門国貿易杯招待戦 2014年 1-2（○周鶴洋、×檀嘯、×陳耀燁）
- 中国囲棋甲級リーグ戦
  - 1999年（上海時代巨盛、2位）1-4
  - 2000年（上海移動通信、4位）9-1
  - 2001年（上海移動通信、2位）16-3
  - 2002年（上海移動通信、4位）14-6
  - 2003年（上海移動通信、2位）8-11
  - 2004年（上海移動通信、優勝）14-8（主将）
  - 2005年（上海移動通信、優勝）14-7（主将）
  - 2006年（上海移動通信、7位）15-6（主将）
  - 2007年（中国移動上海、優勝）20-2（主将、勝率1位）
  - 2008年（中国移動上海）9-9
  - 2009年（中国移動上海）12-7
  - 2010年（中国移動上海）8-9
  - 2011年（中国移動上海）8-14
  - 2012年（中国移動上海）10-11
  - 2013年（中国移動上海）9-10
  - 2014年（中国移動上海）9-6
  - 2015年（中国移動上海）2-6
  - 2016年乙級（上海度勢体育）コーチ
  - 2017年（上海建橋学院）1-1

## 代表局
「世界戦初優勝」第5回応昌期杯世界プロ囲碁選手権戦 決勝五番勝負第2局 崔哲瀚-常昊
第1局崔哲瀚先勝に続く第2局、常昊先番で序盤から激しい攻防が続き、右下からの戦いが左辺に及んだところで、黒1（117手目）、5、9の頭ツケ3連発がハイライト。ここからコウ絡みで右辺一帯の白の大石をもぎ取り、179手まで黒中押勝。続いて連勝して3-1で世界戦初優勝を飾った。
2004年12月28日 崔哲瀚-常昊（先番）

## 注
1. ↑  中国围棋协会（新浪体育）
2. ↑  中国智力運動網「临港杯混双赛胡煜清王香如夺冠 常昊张璇亚军」
3. ↑  新浪体育「聂卫平自嘲年轻用力过猛 常昊初次与师父下双人赛」